# Article.31
 (juillet 2016).
Article.31 est un mensuel français de la presse engagée qui s'est opposé par l'information à l'extrême droite d'octobre 1984 (numéro 1) à juin 1989 (numéro 50). 
Après sa disparition, ce journal sera prolongé par les publications Les Cahiers d’Article.31 (à partir de mars 1990), La Lettre d’Article.31 (premier numéro publié en juin 1991)  et la revue franco-belges CelsiuS.

## Origine
Les fondateurs français d'Article.31 proviennent de l'Association Henri Curiel, du nom du dirigeant-fondateur du mouvement internationaliste Solidarité qui fut assassiné à Paris en 1978. La vie militante d'Henri Curiel (1914-1978) est relatée dans un des livres enquêtes du journaliste français Gilles Perrault. Celui-ci porte le titre d'Un Homme à part.
Le journal Article.31 succède, en octobre 1984, directement au Bulletin Henri Curiel (dont le dernier numéro est paru en juillet 1984).
Le titre de la revue fait référence aux 30 articles de la Déclaration universelle des droits de l'homme. L'objet d'un trente-et-unième article pourrait concerner « le droit et le devoir de chaque personne de s'élever, par des moyens conformes à l'esprit de la déclaration, contre ceux qui n'en respectent pas les termes ».

## Premier et dernier numéro
Son premier numéro sort en octobre 1984. En janvier 1986, dans son numéro 15, ce journal intègre une équipe de journalistes belges, conduite par le journaliste d'investigation Philippe Brewaeys, et devient un mensuel franco-belge .
Le dernier numéro d’Article.31 est le no 50 et est publié en juin 1989. Par la suite, via des initiatives locales, sortiront : Les Cahiers d’Article.31 (à partir de mars 1990)  et La Lettre d’Article.31 (premier numéro publié en juin 1991) .
Une partie de l'équipe initiale d'Article.31 avait lancé en octobre 1987 la revue franco-belge CelsiuS.